# 2003 Harding
För andra betydelser, se Harding (olika betydelser).
2003 Harding eller 6559 P-L är en asteroid i huvudbältet som upptäcktes den 24 september 1960 av den nederländsk-amerikanske astronomen Tom Gehrels och det nederländska astronomparet Ingrid van Houten-Groeneveld och Cornelis Johannes van Houten vid Palomarobservatoriet. Den är uppkallad efter den tyske astronomen Karl Ludwig Harding.
Asteroiden har en diameter på ungefär 20 kilometer.